# Aye, and Gomorrah, and Other Stories
Aye, and Gomorrah, and other stories est un recueil de nouvelles de l'écrivain afro-américain Samuel R. Delany, publié par Vintage Books en 2003. Le livre est étroitement basé sur une collection antérieure, Driftglass, parue pour la première fois en 1971. Les dix histoires contenues dans Driftglass sont toutes contenues dans Aye et Gomorrah, ainsi que cinq autres histoires (Omegahelm, Among the Blobs, Tapestry, Prismatica, Ruins). L'ouvrage se compose de dix histoires de science-fiction, suivies de cinq fantasmes, publiés dans l'ordre chronologique de leur rédaction.
Lorsque la collection de 1971 est constituée, Delany et son éditeur pensent à l'appeler Aye, and Gomorrah, au lieu de Driftglass. L'histoire principale a valu à Delany son troisième prix Nebula dans la catégorie de la meilleure nouvelle courte de 1968. Titrer ainsi son premier recueil semblait un choix raisonnable. Mais la New American Library, les premiers possesseurs des droits du livre (qui l'avaient concédé sous licence au Science Fiction Book Club pour une édition à couverture rigide qui paraîtrait quatre mois avant la parution du livre de poche Signet), décident qu'ils ne veulent pas d'un titre qui mette en avant les implications homosexuelles des histoires.
Deux des histoires de Delany non incluses dans ce recueil sont des collaborations. L'une d'entre elles a été écrite avec Harlan Ellison, The Power of the Nail, publié dans la collection de collaborations d'Ellison Partners in Wonder. L'autre est un poème en prose d'une page, The Dying Castles, paru dans un numéro de 1968 du magazine britannique de SF New Worlds (#200), sous la paternité conjointe de James Sallis, Samuel R. Delany et Michael Moorcock. (Delany déclare à plusieurs reprises qu'il ne garde aucun souvenir d'en avoir écrit une quelconque partie ; il suppose que l'utilisation de son nom parmi les auteurs est une plaisanterie.) Une autre histoire non incluse ici est une pièce légèrement plus longue intitulée The Desert of Time, commandé par Omni Magazine pour accompagner une illustration à la fin des années 1980. Il manque également dans ce volume les histoires incluses dans la série de quatre volumes Return to Nevèrÿon de Delany, les histoires publiées après la sortie de ce volume en 2003 et plusieurs autres histoires.

## Le recueil
(en) Aye, and Gomorrah, and Other Stories, Vintage, 2003 (1re éd. 1971), 383 p. (ISBN 9780375706714, lire en ligne)

## Contenu
- La Fosse aux Étoiles (The Star Pit)
- Corona (Corona)
- …et pour toujours Gomorrhe (Aye, and Gomorrah...)
- Opalines (Driftglass)
- We, in Some Strange Power’s Employ, Move on a Rigorous Line (cette histoire est écrite dans le style de Roger Zelazny en son honneur, où il apparaît également comme personnage)
- Cage de cuivre (Cage of Brass)
- La Grande Barre (High Weir)
- Le Temps considéré comme une hélice de pierres semi-précieuses (Time Considered as a Helix of Semi-Precious Stones)
- Omegahelm
- Among the Blobs
- Tapestry
- Prismatica
- Ruins
- Dog in a Fisherman’s Net
- Night and the Loves of Joe Dicostanzo
- Afterword : Of Doubts and Dreams